# Laura Calu
Pour les articles homonymes, voir Calu (homonymie).
 (avril 2025).
La mise en forme du texte ne suit pas les recommandations de Wikipédia : il faut le « wikifier ».
Les points d'amélioration suivants sont les cas les plus fréquents :
- Les titres sont pré-formatés par le logiciel. Ils ne sont ni en capitales, ni en gras.
- Le texte ne doit pas être écrit en capitales (les noms de famille non plus), ni en gras, ni en italique, ni en « petit »…
- Le gras n'est utilisé que pour surligner le titre de l'article dans l'introduction, une seule fois.
- L'italique est rarement utilisé : mots en langue étrangère, titres d'œuvres, noms de bateaux, etc.
- Les citations ne sont pas en italique mais en corps de texte normal. Elles sont entourées par des guillemets français : « et ».
- Les listes à puces sont à éviter, des paragraphes rédigés étant largement préférés. Les tableaux sont à réserver à la présentation de données structurées (résultats, etc.).
- Les appels de note de bas de page (petits chiffres en exposant, introduits par l'outil «  Source ») sont à placer entre la fin de phrase et le point final[comme ça].
- Les liens internes (vers d'autres articles de Wikipédia) sont à choisir avec parcimonie. Créez des liens vers des articles approfondissant le sujet. Les termes génériques sans rapport avec le sujet sont à éviter, ainsi que les répétitions de liens vers un même terme.
- Les liens externes sont à placer uniquement dans une section « Liens externes », à la fin de l'article. Ces liens sont à choisir avec parcimonie suivant les règles définies. Si un lien sert de source à l'article, son insertion dans le texte est à faire par les notes de bas de page.
- La présentation des références doit suivre les conventions bibliographiques. Il est recommandé d'utiliser les modèles {{Ouvrage}}, {{Chapitre}}, {{Article}}, {{Lien web}} et/ou {{Bibliographie}}. Le mode d'édition visuel peut mettre en forme automatiquement les références.
- Insérer une infobox (cadre d'informations à droite) n'est pas obligatoire pour parachever la mise en page.

Pour une aide détaillée, merci de consulter Aide:Wikification.
Si vous pensez que ces points ont été résolus, vous pouvez retirer ce bandeau et améliorer la mise en forme d'un autre article.
 (avril 2025).
Laura Calu, née le 17 février 1990 à Brignoles (Var), est une humoriste, comédienne et productrice. Elle s’est fait connaître grâce à des vidéos humoristiques diffusées sur Facebook. Elle exerce son métier d’humoriste sur scène depuis 2018.

## Biographie

### Jeunesse, formation et débuts
Laura Senk (pseudonyme Laura Calu) est une humoriste, comédienne et vidéaste française née en 1990 à Brignoles dans le département du Var. Elle est issue d'une famille dont le père exerçait la profession de maçon et la mère celle d'auxiliaire de vie. Elle passe son enfance à Correns un village du Var.
Au Lycée, elle chante dans des chorales et des groupes de rock. 
En 2009, à l'âge de 19 ans, elle s'installe à Paris afin de poursuivre une carrière artistique. Elle occupe divers emplois. Entre 2009 à 2011, elle suit une formation dans un cours de théâtre privé, où elle étudie le théâtre contemporain et classique, la comédie musicale et le chant lyrique. En 2012, elle intègre la troupe de comédiens «La ligue du jour». En 2016, elle suit des cours d'improvisation.

## Carrière

### Vidéos
En 2015, Laura Calu commence à publier des vidéos humoristiques sur Facebook via une page intitulée «Qu’est-ce que tu fais Laura ?». Elle développe ses contenus en écrivant des sketchs, en se déguisant et en créant des personnages récurrents, tels que Mélanie la Cagole. Laura Calu se fait également remarquer par ses prises de position publique, notamment sur le harcèlement scolaire ou les normes liées à la minceur,.

### Télévision
De 2020 à 2022 elle campe le second rôle de Maéva dans la série Scènes de ménages sur M6, aux côtés de Marion Game et Gérard Hernandez. Laura Calu dit ne pas se sentir pas à sa place dans ce type de programme qui ne lui ressemble pas et préfère se concentrer sur la scène.

### Scène
De 2016 à 2018, Laura Calu teste ses sketchs dans divers Comedy clubs parisiens.Elle crée ensuite son premier spectacle, « En Grand ». Ce spectacle, centré sur la confiance en soi, est composé en grande partie de sketchs de personnages, est joué en tournée à travers la France de septembre 2018 à 2020.
En 2020, alors qu'elle est en résidence au théâtre Le République à Paris, la crise sanitaire interrompt sa tournée. Durant le confinement, elle publie quotidiennement  des sketchs sur les réseaux sociaux, dont certains atteignant plusieurs millions de vues,.
En Février 2023, elle lance un nouveau spectacle intitulé « Senk ». Après une tournée rodage à guichets fermés, elle poursuit en 2025 sa tournée en France,,,,, mais aussi en Belgique, Suisse et Canada.